# Ультрафильтр

Тёмно-зелёным отмечен фильтр, не являющийся ультрафильтром. При добавлении к нему светло-зелёных элементов образуется ультрафильтр.

Ультрафильтр на решётке {\displaystyle F} — это максимальный собственный фильтр. Понятие ультрафильтра появилось в общей топологии, где оно используется для обобщения понятия сходимости на пространства с несчётной базой.

## Определение
Собственный фильтр {\displaystyle F} на решётке {\displaystyle L} является ультрафильтром, если он не содержится ни в одном собственном (то есть отличном от {\displaystyle F}) фильтре.
Набор {\displaystyle F} подмножеств множества {\displaystyle X} называется ультрафильтром на {\displaystyle X}, если
- {\displaystyle \varnothing \notin F,}
- для любых двух элементов {\displaystyle F} их пересечение также лежит в {\displaystyle F,}
- для любого элемента {\displaystyle F} все его надмножества лежат в {\displaystyle F,}
- для любого подмножества {\displaystyle Y\subseteq X} либо {\displaystyle Y\in F}, либо {\displaystyle X\setminus Y\in F.}

### Замечания
{\displaystyle F} является ультрафильтром если функция на множествах {\displaystyle S\subset X}, заданная как {\displaystyle \omega _{F}(S)=1}, если {\displaystyle S\in F}, и {\displaystyle \omega _{F}(S)=0} в противном случае, то {\displaystyle \omega _{F}} является конечно-аддитивной вероятностной мерой на {\displaystyle X}.

## Ультрафильтры в булевых алгебрах
Если решётка {\displaystyle L} является булевой алгеброй, то возможна следующая характеризация ультрафильтров: фильтр {\displaystyle F} является ультрафильтром тогда и только тогда, когда для любого элемента {\displaystyle x\in L} либо {\displaystyle x\in F}, либо {\displaystyle -x\in F}
Эта характеризация делает ультрафильтры похожими на полные теории.

## Примеры
- Минимальный фильтр, содержащий данный элемент {\displaystyle x}, называется главным фильтром, сгенерированным главным элементом {\displaystyle x}.
  - Любой главный фильтр является ультрафильтром
  - Основные приложения имеют неглавные ультрафильтры.
- подмножество алгебры Линденбаума — Тарского полной теории {\displaystyle T}, состоящее из теорем {\displaystyle T}

## Свойства
- ультрафильтр на конечном множестве всегда является главным.
- любой ультрафильтр на бесконечном множестве содержит конечный фильтр.
- если {\displaystyle F} — главный ультрафильтр на множестве {\displaystyle X}, то его главный элемент является пересечением всех элементов ультрафильтра.
- если {\displaystyle F} — неглавный ультрафильтр на множестве {\displaystyle X}, то пересечение всех его элементов пусто.
- Каждый фильтр содержится в ультрафильтре.
  - Это утверждение не может быть доказано без использования аксиомы выбора.
  - Также это утверждение эквивалентно теореме о булевых простых идеалах.
  - Важным следствием этой теоремы является существование неглавных ультрафильтров на бесконечных множествах.
- Компактификация Стоуна — Чеха дискретного пространства {\displaystyle X}  — это множество ультрафильтров на решётке подмножеств {\displaystyle X} наделённое топологией Стоуна. В качестве базы открытых множеств топологии Стоуна на множестве ультрафильтров {\displaystyle G} можно взять множества {\displaystyle D_{a}=\{U\in G|a\in U\}} для всевозможных {\displaystyle a\in P(X).}

## Приложения
- Ультрафильтры используются в ряде конструкций теории моделей, а именно для формулировки понятия ультрапроизведения.
- Ультрафильтры также фигурируют в формулировке теоремы Стоуна о представлении булевых алгебр и в явном построении компактификации Стоуна — Чеха.
- Ультрапредел для метрических пространств — обобщение сходимости по Громову — Хаусдорфу.
- Ультрафильтры используются в комбинаторике, например в теории Рамсея.[2]